# Sallustio Lucullo
Sallustio Lucullo (... – 89 circa) è stato un militare romano, fu governatore della Britannia nel tardo I secolo, dopo Gneo Giulio Agricola, anche se non si sa se gli succedette direttamente, oppure se tra loro due ce ne sia stato un altro a noi sconosciuto.
Da evidenze epigrafiche sembra che discendesse da un britanno.

## Fonti
La maggior parte di quello che sappiamo su di lui proviene dalla Vita di Domiziano di Svetonio, secondo cui fu condannato a morte dall'imperatore Domiziano perché aveva dato il suo nome e non quello dell'imperatore a una nuova lancia che aveva inventato. Questo pretesto nascondeva forse il fatto che egli aveva preso parte alla cospirazione di Lucio Antonio Saturnino, legato della Germania Superior, che si era alleato con la tribù germanica dei catti e si era fatto proclamare imperatore dalle sue legioni nell'estate dell'89. Lo si potrebbe identificare col Lucio Lucullo che fu governatore della Spagna Betica.
Miles Russell ha però ipotizzato che il Gaio Sallustio Lucullo (legato di Domiziano) menzionato da un'iscrizione di Chichester, perduta ma citata da Samuel Woodford, andrebbe identificato col Sallustio Lucullo di cui parlano le fonti. Un'altra iscrizione, sempre proveniente da Chichester e scoperta dal 1923, parla di un "Lucullo, figlio di Ammino". Per Russell sarebbero tutti la stessa persona, il cui padre sarebbe stato il principe britannico filo-romano Adminio re del Kent e figlio di Cunobelino, che nel 40, dopo essere stato scacciato dalla Britannia, era fuggito a Roma e chiesto aiuto all'imperatore Caligola. Secondo lo studioso, anche il palazzo romano di Fishbourne, nei pressi di Chichester, sarebbe stato costruito per Sallustio Lucullo e non per il re cliente Tiberio Claudio Cogidubno, come spesso si è invece pensato. Ma c'è chi, tra gli studiosi, non crede all'identificazione fatta da Miles. Secondo R. G. Collinwood e R. P. Wright, la prima iscrizione sarebbe un falso, perché il nome di Domiziano venne cancellato dopo la damnatio memoriae seguita alla sua morte. I due studiosi fanno anche notare che i governatori della Britannia erano di rango proconsolare e non propretorio mentre la seconda iscrizione non segue le regole dell'onomastica romana. Per quanto riguarda la seconda iscrizione, Collinwood e Wright fanno notare che in questa non sono seguite le regole convenzionali dell'onomastica romana e ciò porterebbe a escludere che si riferisca a un cittadino romano

## Attività militare
L'archeologia mostra l'esistenza di una certa attività militare dopo il governatorato di Agricola (cioè dopo l'84). Sallustio (o un suo sconosciuto predecessore) avrebbe tentato di consolidare le vittorie di Agricola in Scozia con la costruzione di nuovi fortilizi o la ristrutturazioni di quelli di Ardoch e Dalswinton, costruiti da Agricola nella Scozia meridionale.